# مأموران دریافت قسط
مأموران دریافت قسط (انگلیسی: Bacon Grabbers) یک فیلم صامت کمدی آمریکایی است که در سال ۱۹۲۹ منتشر شد.

## بازیگران
- استن لورل
- اولیور هاردی
- ادگار کندی
- هری برنارد
- ادی بیکر
- بابی دان
- چارلی هال
- سام لافکین